# Patyi Gergely Sándor
Patyi Gergely (teljes nevén Patyi Gergely Sándor) (Budapest, 1975. szeptember 16. –); magyar jogász. 2014. június 16-tól lemondásáig magyar igazságügyi kapcsolatokért felelős igazságügy-minisztériumi államtitkár volt. Többek között az igazságügyi szakértőkről szóló jogalkotással foglalkozott. 2014. decemberében 2015 évre, majd 2015 márciusában az év júniusára ígérte az új törvényi szabályozást. 2015. március első napjaiban - az Origo róla szóló írásának megjelenését követően lemondott hivataláról. Patyi Gergely az MIT-hez közleményt juttatott el, amelyben azt írta, hogy a személyét ért "megalapozatlan és méltatlan támadásokra", valamint a Magyar Bírósági Végrehajtói Kamarával kapcsolatos változások kiemelt jelentőségére tekintettel benyújtotta lemondását, a személyes szakmai céljait "a tágabb értelemben vett igazságszolgáltatás iránti közbizalom helyreállítása alá" rendeli. Ehhez hozzátette, hogy az általa vezetett igazságügyi kapcsolatokért felelős államtitkárság a lemondása előtti hónapokban színvonalas szakmai munkát végzett, és "több évtizedes, a teljes magyar társadalommal szemben fennálló adósságokat rendezett". A lemondást Trócsányi László igazságügy-miniszter elfogadta.

## Életpályája
Gimnáziumi tanulmányait a budapesti Baár–Madas Református Gimnáziumban kezdte el. 1994-ben gimnáziumi érettségit tett az Amerikai Egyesült Államokban, majd magyar különbözeti érettségit tett ugyanabban az évben. Jogászi diplomáját 2000-ben szerezte meg a budapesti Pázmány Péter Katolikus Egyetem Jog- és Államtudományi Karán. A doktori iskolát a PhD fokozat megszerzése érdekében 2002-ben kezdte el. Ugyanabban az évben részt vett a BME távoktatási tananyagfejlesztés kurzusán. 2004-ben tette le a jogi szakvizsgát. 2013-ban PhD tudományos fokozatot szerzett.

## Szakmai életútja
- 1998–2000 Szakmai gyakorlatot végzett a – dr. Patay Géza Ügyvédi Iroda keretében
- 2000–2001 Ügyvédjelölt – dr. Patay Géza Ügyvédi Irodája
- 2000–2002 Megbízott oktató – PPKE JÁK Közigazgatási Jog Tanszék
- 2001–2004 Ügyvédjelölt – dr. Kovátsits László Ügyvédi Iroda
- 2004 körül ügyvédi iroda tulajdonosa Budapesten[11]
- 2002–2008 Tanársegéd – PPKE JÁK Közigazgatási Jog Tanszék
- 2008– Adjunktus – PPKE JÁK Közigazgatási Jog Tanszékének adjunktusa
- 2008– a Szakvizsga Bizottság Tagja
- 2014-től a Budapesti Ügyvédi Kamara kamarai titkára

## Írásai
- Patyi Gergely: Gondolatok a bírósági eljárásban megállapítható ügyvédi költségek új szabályairól. Jogelméleti Szemle, 2002/2.
- Patyi Gergely: Ügyvédség a köz- és a magánjog határán (doktori értekezés), 2012.[12]
- Azonos című tézisek (PKKE, 2013)[13]
- Közigazgatási jog - Fejezetek szakigazgatásaink köréből (I. kötet)
- Társszerzőként: A szakigazgatás általános alapjai, nemzetközi összefüggései. Az állami alapfunkciók igazgatása (Szerkesztette dr. Lapsánszky András), 2013

## Egyéb tevékenysége
- 1997–1998 a Hallgatói Önkormányzat elnöke
- 1998–2000 a Hallgatói Önkormányzatok Országos Konferenciája jogi bizottsági tag
- 1998–2000 a Hallgatói Önkormányzat gazdasági alelnöke, majd az ellenőrző bizottság elnöke
- 2002–2004 Jogsegélyszolgálat – Fix Televízió élő adás-sorozat
- 2007–2010 a Budapesti Ügyvédi Kamara kamarai ellenőre
- 2014. december 18. - a Magyar Jogász Egylet elnökségi tagja

## Családi állapota
- Nős, 1 gyermek édesapja